# Veldmaarschalk-luitenant

Feldmarschalleutnant in het K.u.k. Armee

Veldmaarschalk-luitenant (Duits: Feldmarschalleutnant) was een militaire rang in het Oostenrijks-Hongaarse leger die overeenkomt met de rang van generaal-majoor of brigadegeneraal. 
De afkorting voor Feldmarschallleutnant was FML. 

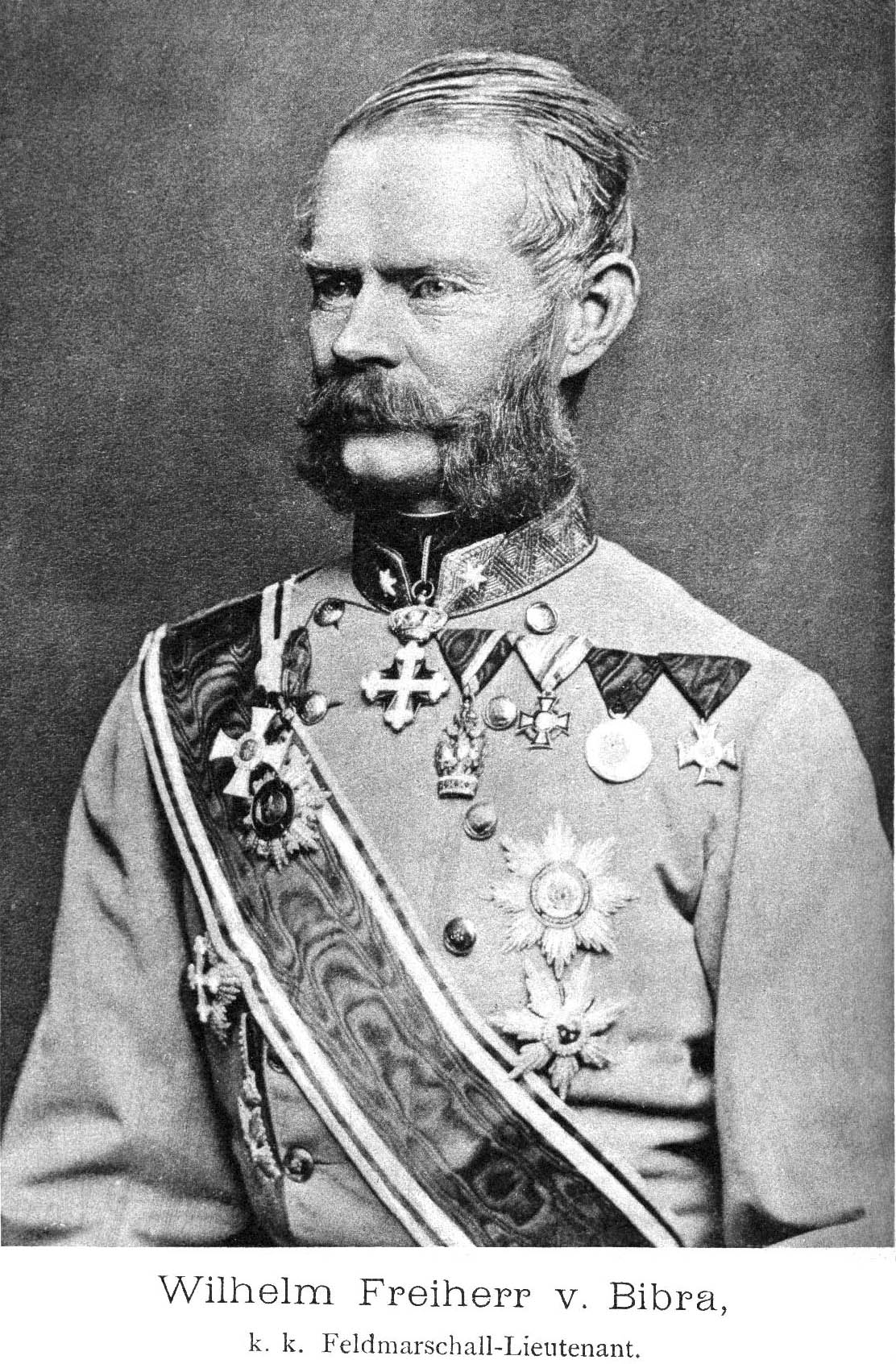
Feldmarschalleutnant Wilhelm Franz Freiherr von Bibra (1824-1879) van het Oostenrijks-Hongaarse leger

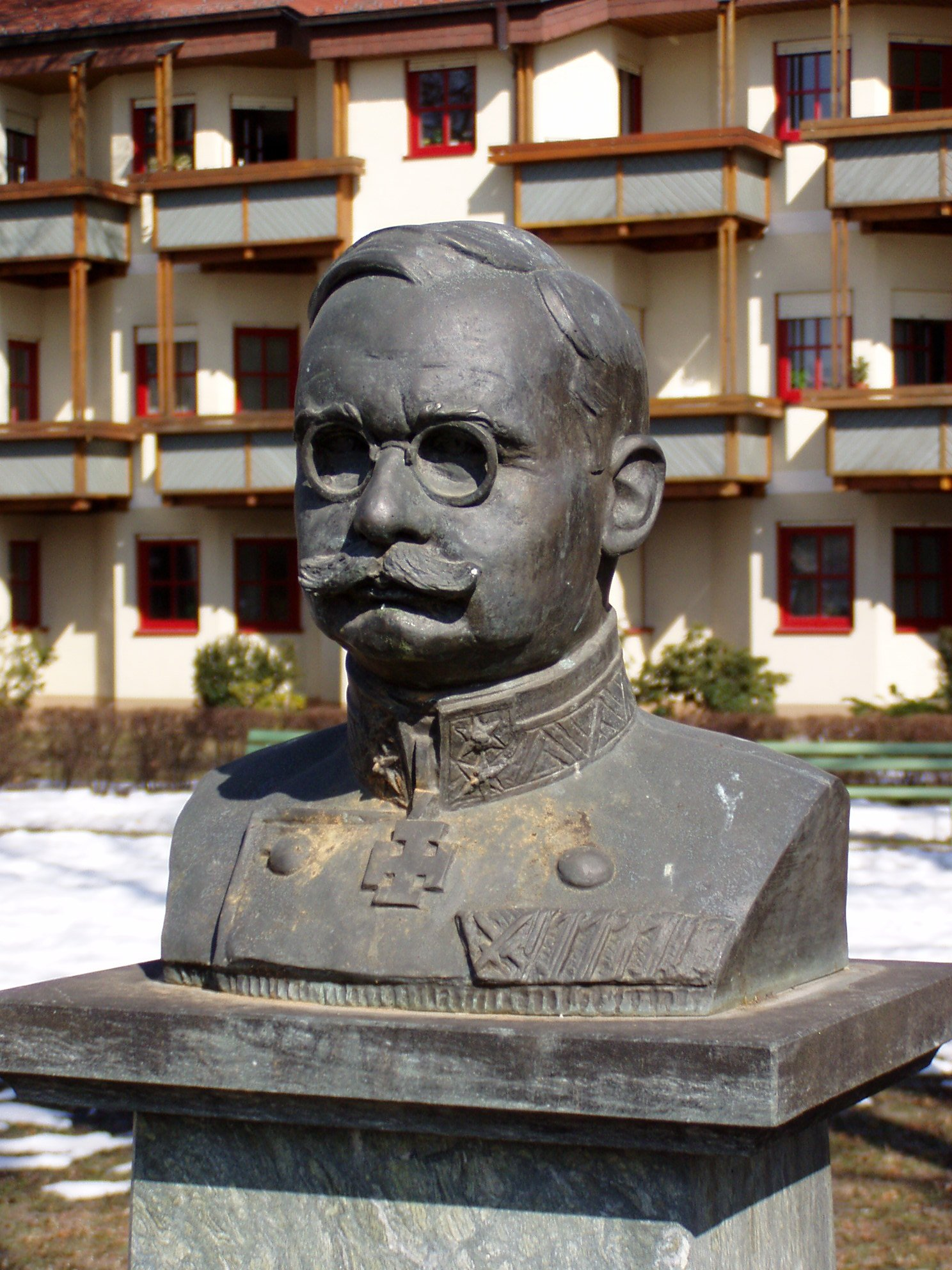
Feldmarschalleutnant Ludwig Hülgerth (1875-1939) van de Oostenrijkse Bundesheer

In 1920 werd in de Bondsrepubliek Oostenrijk het rangenstelsel van het Duitse leger ingevoerd. In 1933 werd het oude Oostenrijks-Hongaarse rangenstelsel weer ingevoerd en keerde de rang van Feldmarschalleutnant weer terug. Na de Anschluss van 1938 verdween zij weer. De rang bleef tot 1945 in het Koninkrijk Hongarije bestaan. De Hongaarse term voor Feldmarschalleutnant is Altábornagy.

## Spelwijze
De officiële spelwijze was in het kaiserlich und königliche Armee  Feldmarschalleutnant en niet - ook al is dat voor de hand liggender - Feldmarschallleutnant (met 3 L-en). Tegenwoordig zijn beide schrijfwijzen juist.

## Bekende Veldmaarschalk-luitenant
- József Grassy (later SS-Gruppenführer en Generalleutnant in de Waffen-SS)